# Sienno (Poméranie-Occidentale)
Pour les articles homonymes, voir Sienno.
Sienno est une localité polonaise de la gmina mixte de Resko située dans le powiat de Łobez en voïvodie de Poméranie-Occidentale. Elle se situe à environ 24 km au nord-ouest de Łobez et 69 km au nord-est de la capitale régionale Szczecin.

## Géographie

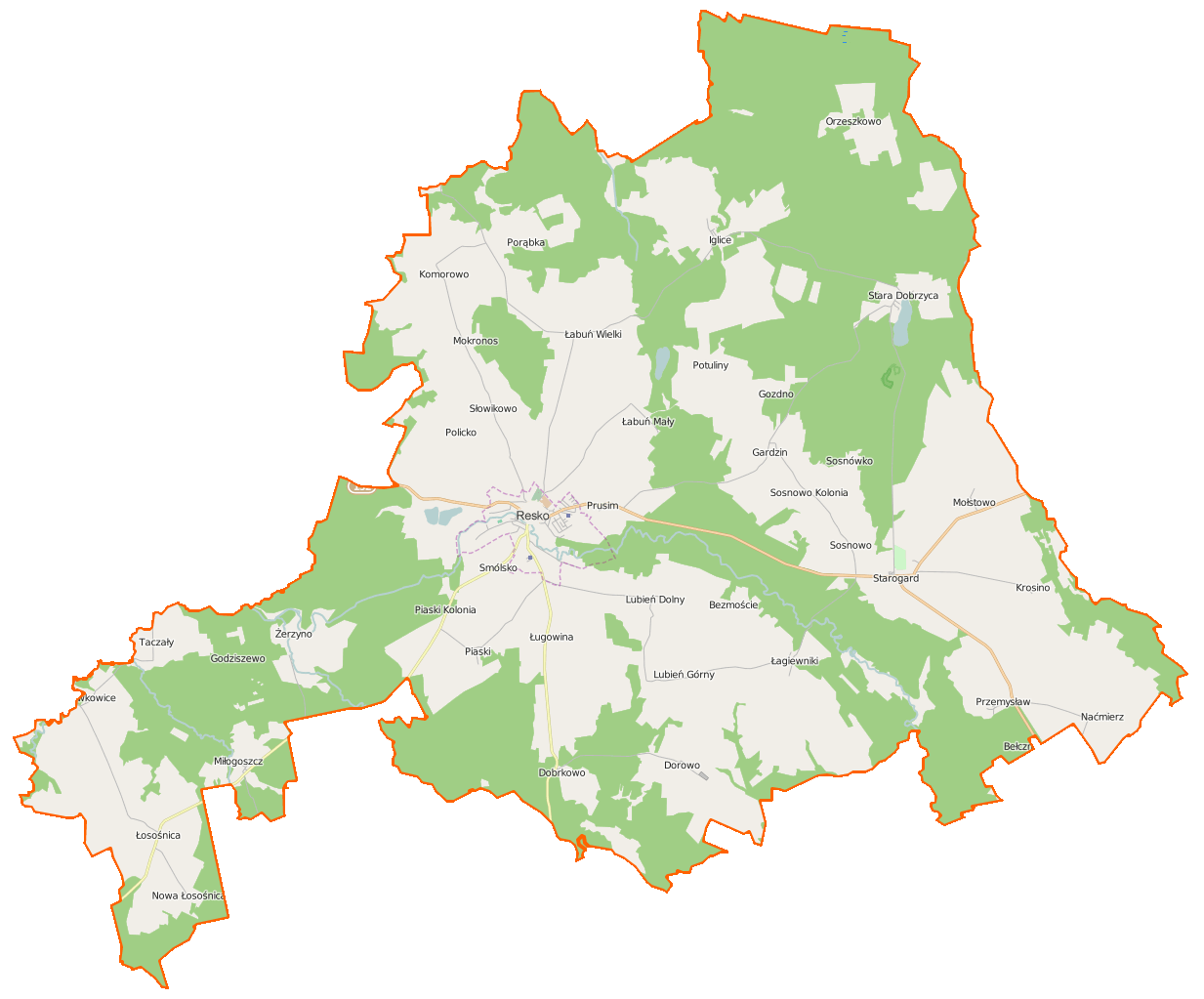
Carte de la gmina de Resko.